# Pignan
Pignan [pi.ɲɑ̃] (en occitan Pinhan [pi.'ɲan]) est une commune française située dans l'est du département de l'Hérault en région Occitanie, bureau centralisateur du canton de Pignan.
Exposée à un climat méditerranéen, elle est drainée par le ruisseau du Coulazou, le ruisseau de Lassedéron, le ruisseau de Vertoublanc et par divers autres petits cours d'eau. La commune possède un patrimoine naturel remarquable : trois sites Natura 2000 (la « montagne de la Moure et Causse d'Aumelas », la « plaine de Fabrègues-Poussan » et les « garrigues de la Moure et d'Aumelas ») et quatre zones naturelles d'intérêt écologique, faunistique et floristique.
Pignan est une commune urbaine qui compte 8 326 habitants en 2022, après avoir connu une forte hausse de la population depuis 1962. Elle est dans l'unité urbaine de Pignan et fait partie de l'aire d'attraction de Montpellier. Ses habitants sont appelés les Pignanais ou  Pignanaises.
La commune fait partie de Montpellier Méditerranée Métropole et compte 8 326 habitants.

## Géographie

### Localisation
La commune de Pignan se situe dans l'est du département de l'Hérault, dont l'agglomération principale se trouve à environ douze kilomètres à vol d'oiseau à l'ouest du centre de la préfecture Montpellier. La commune est dans l'aire urbaine et le bassin de vie de Montpellier.

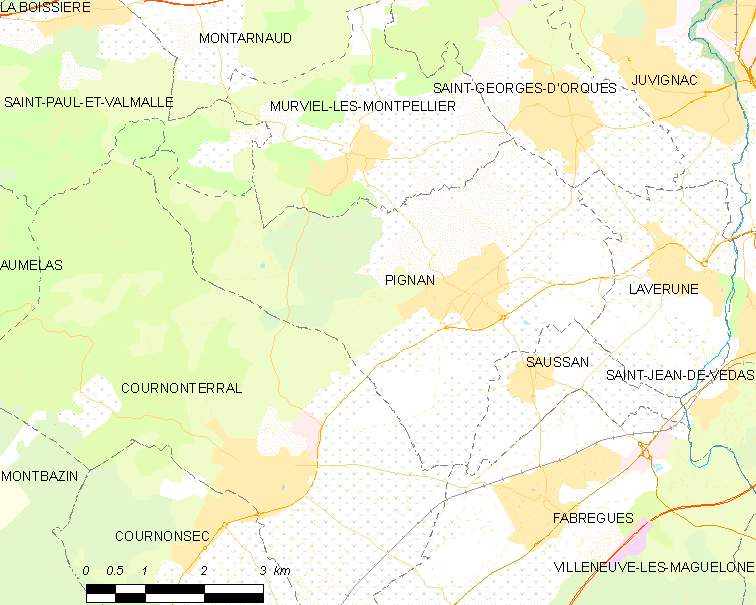
Carte.

### Communes limitrophes
| Saint-Paul-et-Valmalle | Murviel-lès-Montpellier | Saint-Georges-d'Orques |
| Cournonterral          | Pignan                  | Lavérune               |
|                        | Fabrègues               | Saussan                |

### Géologie et relief
Le territoire communal se compose de deux parties. Au sud, une plaine de 30 à 60 mètres d'altitude est parcourue par des ruisseaux affluents de la Mosson. S'y sont développées des activités agricoles, notamment viticoles. Au nord, le relief de 95 à 150 mètres en moyenne est collinéen et la végétation est une garrigue parsemée de quelques vignes, vergers et résidences dispersées. L'altitude et l'encaissement des cours d'eau et vallées sèches s'accroît au nord-ouest jusqu'au point culminant et difficilement accessible de la commune, le Feraillès à 217 mètres[réf. nécessaire].
La ville de Pignan s'est initialement développée au nord de la plaine, au pied des collines où passent également les routes départementales D5 et D5E5 en provenance de Montpellier. Les quartiers résidentiels du XXe siècle se sont majoritairement construits en habitat individuel dense entre le village et les premiers flancs des collines, puis en villas espacées sur le sommet autour des routes menant à Murviel-lès-Montpellier[réf. nécessaire].
Pignan se situe en zone de sismicité 2 (sismicité faible).

### Voies de communication et transports
La commune est desservie par les lignes de bus 34, 38 et 43 des transports en commun de Montpellier.

### Milieux naturels et biodiversité

#### Réseau Natura 2000

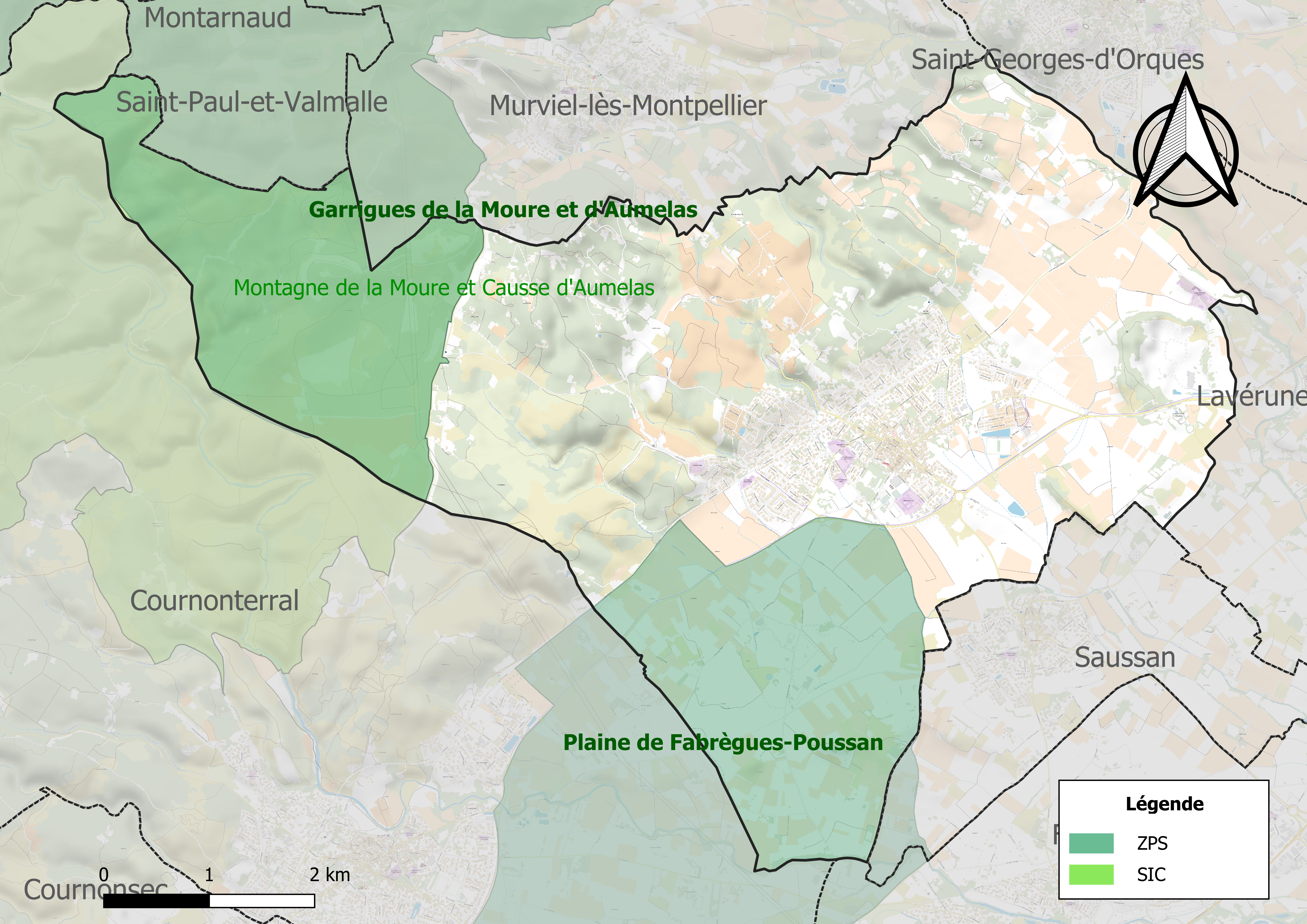
Site Natura 2000 sur le territoire communal.

Le réseau Natura 2000 est un réseau écologique européen de sites naturels d'intérêt écologique élaboré à partir des directives habitats et oiseaux, constitué de zones spéciales de conservation (ZSC) et de zones de protection spéciale (ZPS).
Un site Natura 2000 a été défini sur la commune au titre de la directive habitats :
- la « montagne de la Moure et Causse d'Aumelas », d'une superficie de 10 694 ha, présentant sur 20 % de son territoire un couvert de pelouses méditerranéennes à brachypode rameux (Brachypodium ramosum) bien entretenues grâce à une pratique pastorale encore très fréquente. Des landes, broussailles, recrus, maquis et garrigues et phrygana couvrent 45 %, et des forêts sempervirentes non-résineuses (chênaie verte et blanche avec de grands houx arborescents) pour 25 %. Sept espèces de chauve-souris, dont 3 d'intérêt communautaire, présentes sur le site[8]

et deux au titre de la directive oiseaux : 
- la « plaine de Fabrègues-Poussan », d'une superficie de 3 288 ha, favorable à de nombreuses espèces d'oiseaux à forte valeur patrimoniale. Elle accueille notamment l'une des dernières populations languedociennes de la Pie-grièche à poitrine rose qui a fortement régressé en France, le Rollier d'Europe dont la répartition en France est quasiment limitée aux régions Provence-Alpes-Côte-d'Azur et Languedoc-Roussillon et l'Outarde canepetière qui en France est cantonnée aux grandes plaines céréalières du Centre-Ouest et aux plaines méditerranéennes dans le Languedoc et en Provence[9] ;
- les « garrigues de la Moure et d'Aumelas », d'une superficie de 9 015 ha, abritant un couple nicheur d'Aigles de Bonelli. Ce site est aussi important pour l'aigle royal, comme zone d'alimentation des individus erratiques et d'un couple nicheur à proximité[10].

#### Zones naturelles d'intérêt écologique, faunistique et floristique
L’inventaire des zones naturelles d'intérêt écologique, faunistique et floristique (ZNIEFF) a pour objectif de réaliser une couverture des zones les plus intéressantes sur le plan écologique, essentiellement dans la perspective d’améliorer la connaissance du patrimoine naturel national et de fournir aux différents décideurs un outil d’aide à la prise en compte de l’environnement dans l’aménagement du territoire.
Deux ZNIEFF de type 1 sont recensées sur la commune :
les « gorges du Coulazou » (239 ha), couvrant 2 communes du département et 
la « plaine du Mas de Paillas » (204 ha), couvrant 2 communes du département
et deux ZNIEFF de type 2, : 
- le « causse d'Aumelas et montagne de la Moure » (16 237 ha), couvrant 16 communes du département[14] ;
- la « plaine de Fabrègues à Poussan » (3 330 ha), couvrant 8 communes du département[15].

Carte des ZNIEFF de type 1 et 2 à Pignan.
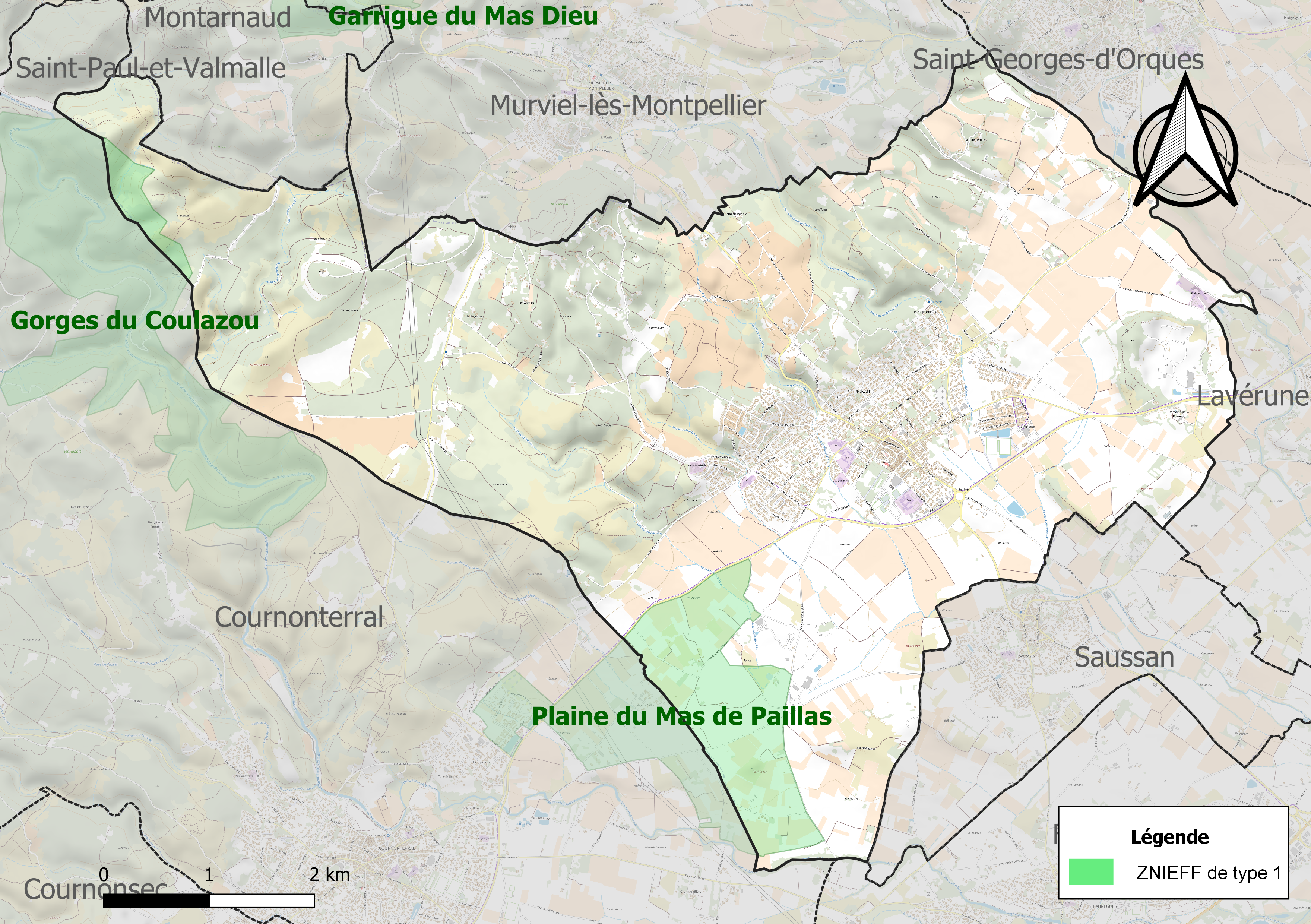
Carte des ZNIEFF de type 1 sur la commune.
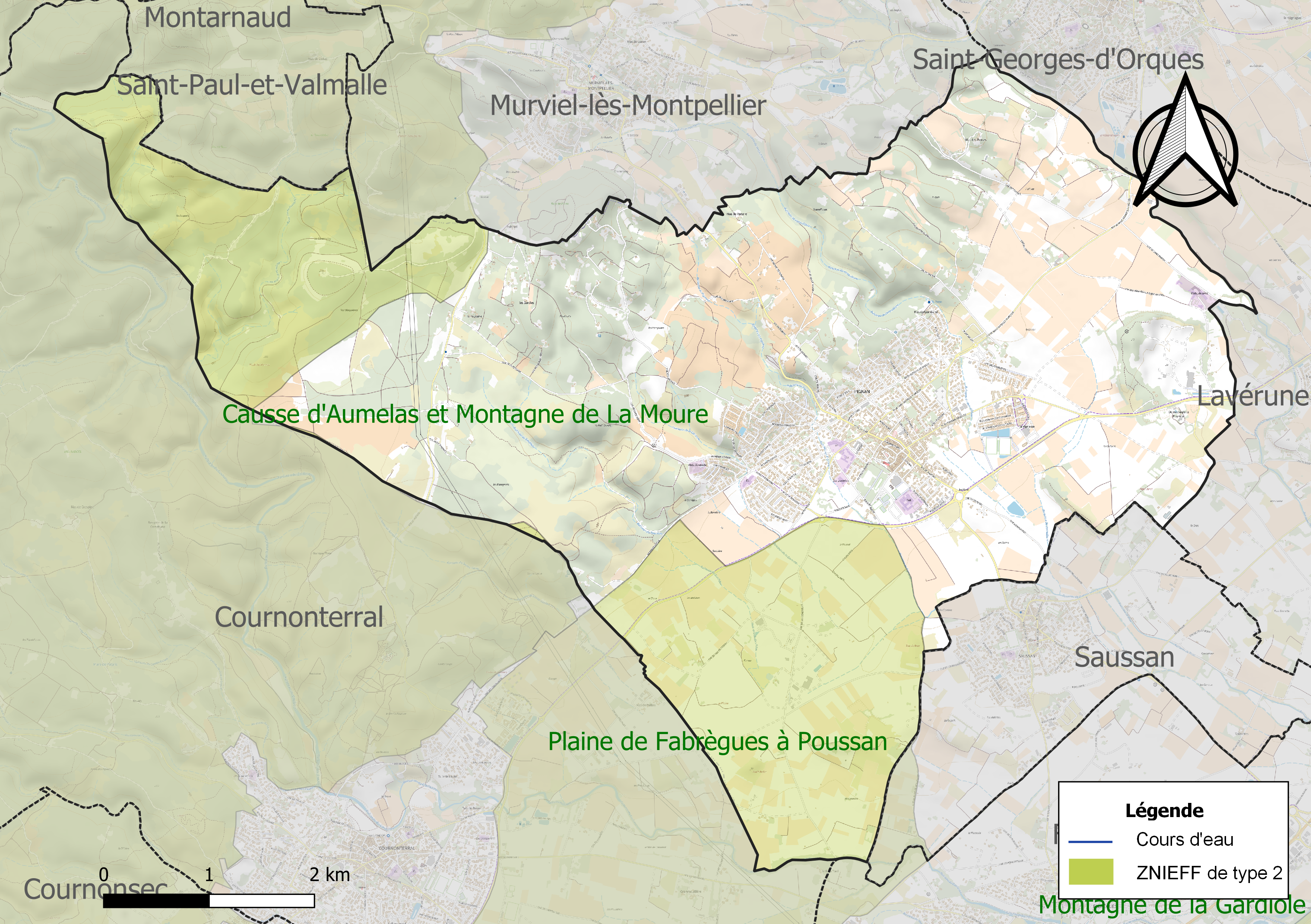
Carte des ZNIEFF de type 2 sur la commune.

## Toponymie
Pignan s'appelle en occitan Pinhan, en latin : Pinianum, parfois Pinna.[réf. nécessaire]

## Histoire
Lors de la Révolution française, les citoyens de la commune se réunissent au sein de la société révolutionnaire, baptisée « société des amis de la constitution » en janvier 1791, puis rebaptisée « Société populaire régénérée des sans-culottes » après la chute de la monarchie. Elle est fréquentée par 151 personnes en 1793, soit 8,5 % de la population.

## Politique et administration

### Liste des maires
| Période           | Période                   | Identité         | Étiquette | Qualité                                                                                  |
| ----------------- | ------------------------- | ---------------- | --------- | ---------------------------------------------------------------------------------------- |
| 30 septembre 1944 | 31 octobre 1947           | Benoît Michel    |           | Président provisoire de la délégation spéciale nommée par le préfet, puis maire          |
| 31 octobre 1947   | 25 mars 1959              | Louis Maurin     |           |                                                                                          |
| 25 mars 1959      | 23 mars 1965              | Amédée Capion    |           |                                                                                          |
| 23 mars 1965      | 21 octobre 1967           | Gabriel Grollier |           | Général retraité. Démission                                                              |
| 21 octobre 1967   | 7 décembre 1967           | Urbain Fabre     |           | Adjoint faisant fonction                                                                 |
| 7 décembre 1967   | 21 mars 1971              | Lucien Aoust     |           |                                                                                          |
| 21 mars 1971      | 28 juillet 1973           | Louis Loubet     |           | Décédé                                                                                   |
| 28 juillet 1973   | 7 septembre 1973          | Gabriel Grollier |           | Général retraité. Adjoint faisant fonction                                               |
| 7 septembre 1973  | 27 mars 1977              | Pierre Fabre     |           |                                                                                          |
| 27 mars 1977      | mars 1983                 | Guy Couderc      | SFIO-PS   | Conseiller général (1976-1994)                                                           |
| mars 1983         | 23 mars 2001              | Sébastien Ros    | SE        |                                                                                          |
| 23 mars 2001      | 21 mars 2008              | Paul Charlemagne | PS        |                                                                                          |
| 21 mars 2008      | En cours (au 24 mai 2020) | Michelle Cassar  | DVG       | Ancien cadre. Vice-présidente de Montpellier Méditerranée Métropole,. 3e mandat de maire |

### Jumelages
- Sinzheim, dans le Land de Bade-Wurtemberg (Allemagne) depuis 1975[23].

### Climat
Pour des articles plus généraux, voir Climat de l'Occitanie et Climat de l'Hérault.
En 2010, le climat de la commune est de type climat méditerranéen franc, selon une étude s'appuyant sur une série de données couvrant la période 1971-2000. En 2020, Météo-France publie une typologie des climats de la France métropolitaine dans laquelle la commune est exposée à un climat méditerranéen et est dans la région climatique  Provence, Languedoc-Roussillon, caractérisée par une pluviométrie faible en été, un très bon ensoleillement (2 600 h/an), un été chaud (21,5 °C), un air très sec en été, sec en toutes saisons, des vents forts (fréquence de 40 à 50 % de vents > 5 m/s) et peu de brouillards.
Pour la période 1971-2000, la température annuelle moyenne est de 14,6 °C, avec une amplitude thermique annuelle de 16,2 °C. Le cumul annuel moyen de précipitations est de 692 mm, avec 5,9 jours de précipitations en janvier et 2,6 jours en juillet. Pour la période 1991-2020, la température moyenne annuelle observée sur la station météorologique la plus proche, située sur la commune de Villeneuve-lès-Maguelone à 10 km à vol d'oiseau, est de 15,4 °C et le cumul annuel moyen de précipitations est de 591,6 mm,. Pour l'avenir, les paramètres climatiques de la commune estimés pour 2050 selon différents scénarios d'émission de gaz à effet de serre sont consultables sur un site dédié publié par Météo-France en novembre 2022.

## Urbanisme

### Typologie
Au 1er janvier 2024, Pignan est catégorisée petite ville, selon la nouvelle grille communale de densité à sept niveaux définie par l'Insee en 2022.
Elle appartient à l'unité urbaine de Pignan, une unité urbaine monocommunale constituant une ville isolée,. Par ailleurs la commune fait partie de l'aire d'attraction de Montpellier, dont elle est une commune de la couronne,. Cette aire, qui regroupe 161 communes, est catégorisée dans les aires de 700 000 habitants ou plus (hors Paris),.

### Occupation des sols
L'occupation des sols de la commune, telle qu'elle ressort de la base de données européenne d’occupation biophysique des sols Corine Land Cover (CLC), est marquée par l'importance des territoires agricoles (60,5 % en 2018), en augmentation par rapport à 1990 (58,5 %). La répartition détaillée en 2018 est la suivante : 
zones agricoles hétérogènes (32,6 %), cultures permanentes (27,9 %), milieux à végétation arbustive et/ou herbacée (22,6 %), zones urbanisées (10,2 %), forêts (5,5 %), mines, décharges et chantiers (1,3 %). L'évolution de l’occupation des sols de la commune et de ses infrastructures peut être observée sur les différentes représentations cartographiques du territoire : la carte de Cassini (XVIIIe siècle), la carte d'état-major (1820-1866) et les cartes ou photos aériennes de l'IGN pour la période actuelle (1950 à aujourd'hui).

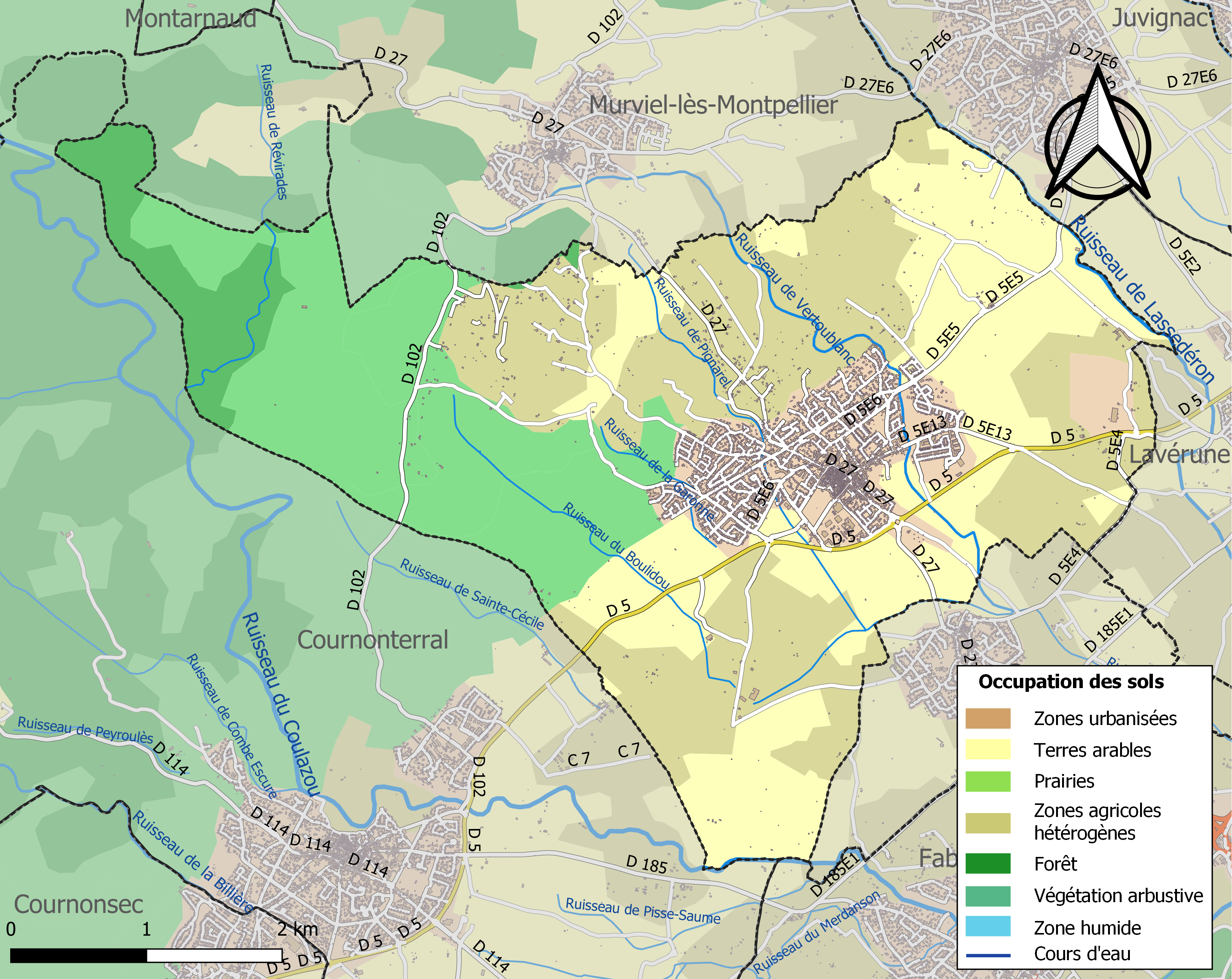
Carte des infrastructures et de l'occupation des sols de la commune en 2018 (CLC).

### Logements
En 2010, Pignan comptabilisait 2 639 logements sur son territoire parmi lesquels 94,1% de résidences principales, 2,1% de résidences secondaires et 3,6% de logements vacants.
La commune a, en 2011, 9,32% de logements sociaux.

### Projets d'aménagements
La municipalité a créé une ZAC sur le lieu-dit de Saint-Esteve, d'une surface de 30 hectares. Cette ZAC comprend au moins  650 logements livrés à partir de 2017, un complexe sportif, de nouveaux commerces, un hameau agricole, des espaces verts et un nouveau cimetière. Ce projet qui a rencontré des oppositions, modifie fortement l'apparence de la commune laissant apparaitre depuis la route départementale D5 de nombreux immeubles collectifs qui contrastent avec les zones pavillonnaires alentour. Mais ces transformations rapide qui modifient le tissu urbain des communes touchent la Métropole de Montpellier dans sa globalité ou presque.

### Risques majeurs
Le territoire de la commune de Pignan est vulnérable à différents aléas naturels : météorologiques (tempête, orage, neige, grand froid, canicule ou sécheresse), inondations, feux de forêts et séisme (sismicité faible). Un site publié par le BRGM permet d'évaluer simplement et rapidement les risques d'un bien localisé soit par son adresse soit par le numéro de sa parcelle.
La commune fait partie du territoire à risques importants d'inondation (TRI) de Montpellier-Lunel-Maugio-Palavas, regroupant 49 communes du bassin de vie de Montpellier et s'étendant sur les départements de l'Hérault et du Gard, un des 31 TRI qui ont été arrêtés fin 2012 sur le bassin Rhône-Méditerranée, retenu au regard des risques de submersions marines et de débordements du Vistre, du Vidourle, du Lez et de la Mosson. Parmi les événements significatifs antérieurs à 2019 qui ont touché le territoire, peuvent être citées les crues de septembre 2002 et de septembre 2003 (Vidourle) et les tempêtes de novembre 1982 et décembre 1997 qui ont touché le littoral. Des cartes des surfaces inondables ont été établies pour trois scénarios : fréquent (crue de temps de retour de 10 ans à 30 ans), moyen (temps de retour de 100 ans à 300 ans) et extrême (temps de retour de l'ordre de 1 000 ans, qui met en défaut tout système de protection). La commune a été reconnue en état de catastrophe naturelle au titre des dommages causés par les inondations et coulées de boue survenues en 1982, 2002, 2003 et 2011,.
Pignan est exposée au risque de feu de forêt. Un plan départemental de protection des forêts contre les incendies (PDPFCI) a été approuvé en juin 2013 et court jusqu'en 2022, où il doit être renouvelé. Les mesures individuelles de prévention contre les incendies sont précisées par deux arrêtés préfectoraux et s’appliquent dans les zones exposées aux incendies de forêt et à moins de 200 mètres de celles-ci. L’arrêté du 25 avril 2002 réglemente l'emploi du feu en interdisant notamment d’apporter du feu, de fumer et de jeter des mégots de cigarette dans les espaces sensibles et sur les voies qui les traversent sous peine de sanctions. L'arrêté du 11 mars 2013 rend le débroussaillement obligatoire, incombant au propriétaire ou ayant droit,.

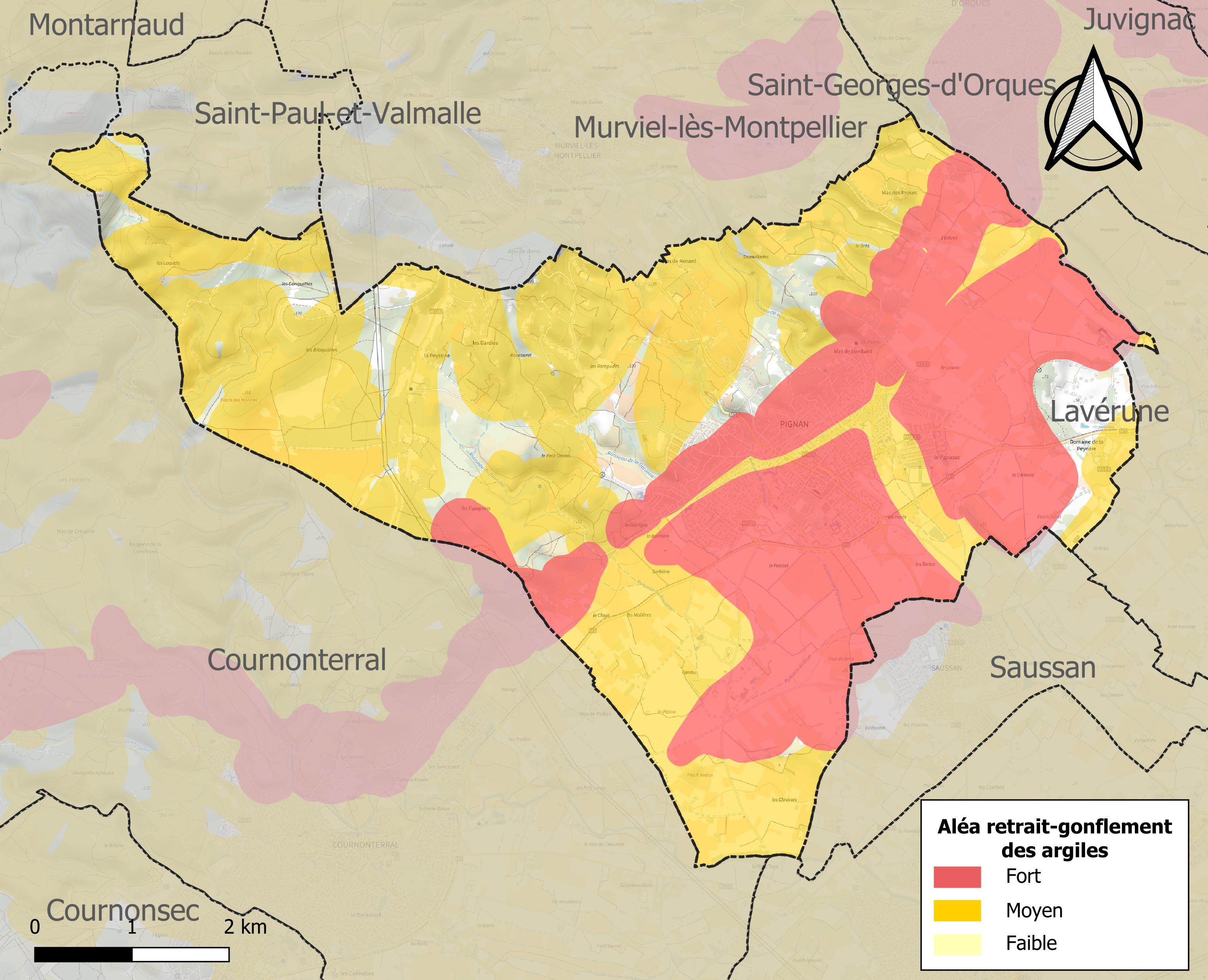
Carte des zones d'aléa retrait-gonflement des sols argileux de Pignan.

Le retrait-gonflement des sols argileux est susceptible d'engendrer des dommages importants aux bâtiments en cas d’alternance de périodes de sécheresse et de pluie. 89,3 % de la superficie communale est en aléa moyen ou fort (59,3 % au niveau départemental et 48,5 % au niveau national). Sur les 2 232 bâtiments dénombrés sur la commune en 2019, 2 159 sont en aléa moyen ou fort, soit 97 %, à comparer aux 85 % au niveau départemental et 54 % au niveau national. Une cartographie de l'exposition du territoire national au retrait gonflement des sols argileux est disponible sur le site du BRGM,.
Par ailleurs, afin de mieux appréhender le risque d’affaissement de terrain, l'inventaire national des cavités souterraines permet de localiser celles situées sur la commune.

## Population et société

### Démographie
L'évolution du nombre d'habitants est connue à travers les recensements de la population effectués dans la commune depuis 1793. Pour les communes de moins de 10 000 habitants, une enquête de recensement portant sur toute la population est réalisée tous les cinq ans, les populations de référence des années intermédiaires étant quant à elles estimées par interpolation ou extrapolation. Pour la commune, le premier recensement exhaustif entrant dans le cadre du nouveau dispositif a été réalisé en 2007.

En 2022, la commune comptait 8 326 habitants, en évolution de +21,65 % par rapport à 2016 (Hérault : +7,49 %, France hors Mayotte : +2,11 %).
| 1793  | 1800  | 1806  | 1821  | 1831  | 1836  | 1841  | 1846  | 1851  |
| ----- | ----- | ----- | ----- | ----- | ----- | ----- | ----- | ----- |
| 1 414 | 1 566 | 1 541 | 1 809 | 1 889 | 2 012 | 1 925 | 2 018 | 1 903 |

| 1856  | 1861  | 1866  | 1872  | 1876  | 1881  | 1886  | 1891  | 1896  |
| ----- | ----- | ----- | ----- | ----- | ----- | ----- | ----- | ----- |
| 1 891 | 1 952 | 2 158 | 2 166 | 2 081 | 1 757 | 1 835 | 1 882 | 2 167 |

| 1901  | 1906  | 1911  | 1921  | 1926  | 1931  | 1936  | 1946  | 1954  |
| ----- | ----- | ----- | ----- | ----- | ----- | ----- | ----- | ----- |
| 2 113 | 1 949 | 1 859 | 1 819 | 1 755 | 1 766 | 1 644 | 1 509 | 1 680 |

| 1962  | 1968  | 1975  | 1982  | 1990  | 1999  | 2006  | 2007  | 2012  |
| ----- | ----- | ----- | ----- | ----- | ----- | ----- | ----- | ----- |
| 1 905 | 2 216 | 2 677 | 3 319 | 4 097 | 5 665 | 6 047 | 6 092 | 6 525 |

| 2017  | 2022  | - | - | - | - | - | - | - |
| ----- | ----- | - | - | - | - | - | - | - |
| 7 019 | 8 326 | - | - | - | - | - | - | - |

### Équipements
La commune dispose de nombreux commerces de proximité ainsi que de plusieurs restaurants, d'une grande surface d'alimentation générale, d'une médiathèque intercommunale dépendant de la Métropole de Montpellier, d'une crèche municipale, d'une antenne de la mission locale, d'un poste de police municipale, de deux gymnases, un dojo, plusieurs terrains de football, plusieurs courts de tennis, un terrain de tambourin, de nombreux boulodromes ainsi qu'un certain nombre d'aires de jeux pour les enfants et plusieurs salles de fêtes.
Pignan dispose également d'une décharge et d'un aérodrome.

### Enseignement
Pignan est dotée de trois groupes scolaires publics : Louis Loubet (maternelle), Lucie Aubrac (élémentaire) et Marcelin Albert (maternelle et élémentaire), d'un collège public (Marie Curie), et d'une école alternative à pédagogie multiple (Cœur d'École).

### Santé
La commune dispose de huit médecins généralistes, un psychologue, sept kinésithérapeutes, deux pharmacies et un laboratoire d'analyses médicales. La commune accueille aussi une clinique psychiatrique (centre psychothérapeutique Saint-Martin de Vignogoul ).

### Manifestations culturelles et festivités
Pendant la semaine du 15 août, la fête du village est organisée chaque année pendant laquelle sont proposées des activités taurines et des soirées dansantes avec une fête foraine pour les enfants (et les grands enfants).
Tous les ans, au mois d'Octobre est organisée la fête de l'olive visant à célébrer le fruit par des dégustations de produits oléicoles.

### Sports
Pignan compte plusieurs associations sportives, dont un club de foot, l'A.S Pignan, qui a reçu le label Qualité École de Football FFF.
Depuis 2009, au mois de février, un trail est organisé entre vignes et garrigue avec, en 2017 et 2018 :
- Le Canitrail (depuis 2017) : canicross nature de 5 km avec son chien équipé d'une laisse adaptée
- La Pignanaise : course nature de 5 km
- La Garriguette : course nature ou marche nordique de 12 km
- Le Maquis : trail de 20 km

### Cultes

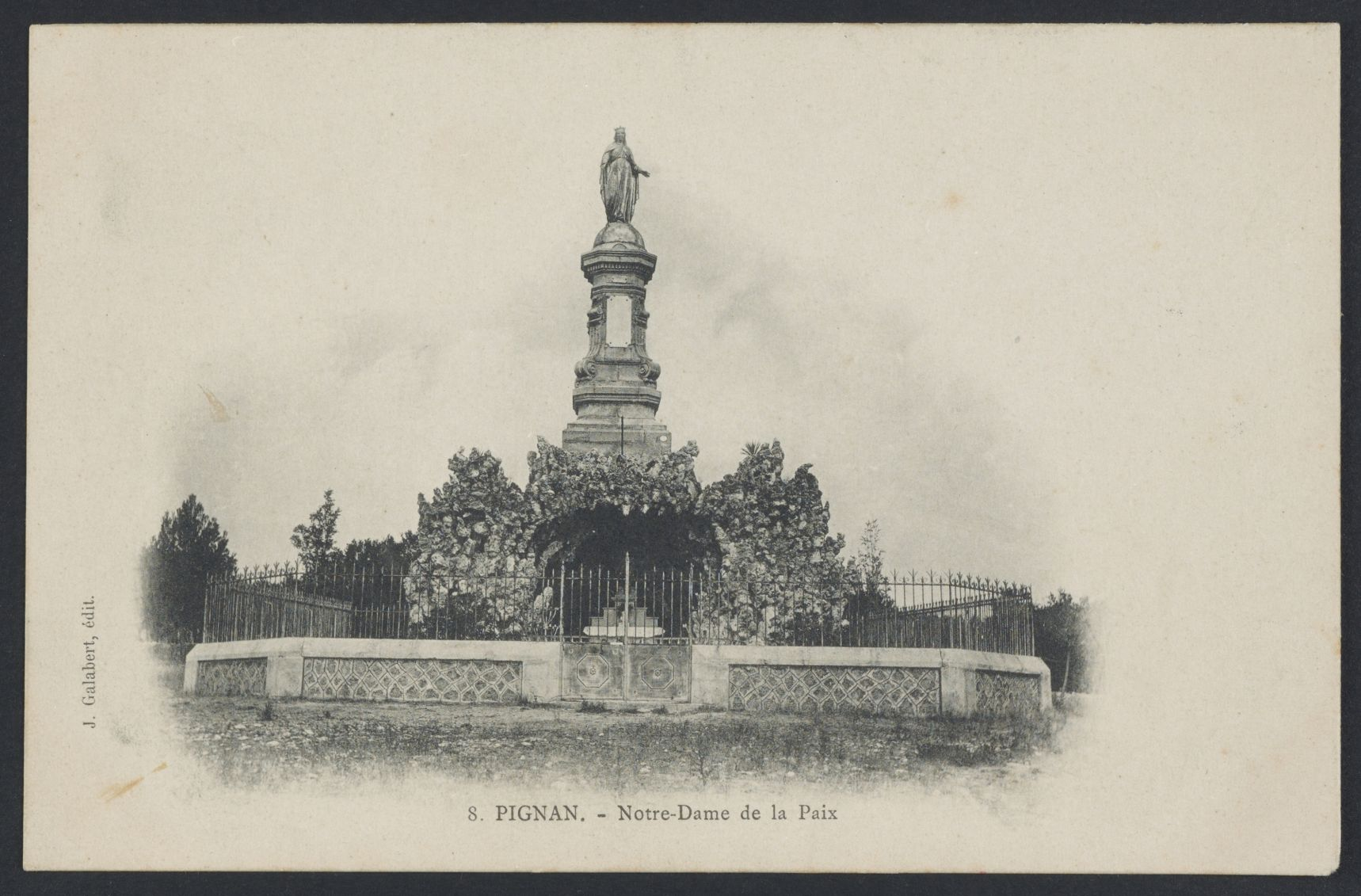
Carte postale de Notre-Dame de la Paix (fin XIXe siècle - début XXe siècle)

- Carte postale de Notre-Dame de la Paix (fin XIXe siècle - début XXe siècle)l'église paroissiale Notre-Dame de l'Assomption
- le temple protestant
- l'abbaye de Vignogoul

## Économie

### Revenus
En 2018, la commune compte 3 153 ménages fiscaux, regroupant 7 770 personnes. La médiane du revenu disponible par unité de consommation est de 22 660 € (20 330 € dans le département). 54 % des ménages fiscaux sont imposés (45,8 % dans le département).

### Emploi
|                | 2008   | 2013   | 2018 |
| -------------- | ------ | ------ | ---- |
| Commune        | 7,5 %  | 7,8 %  | 9 %  |
| Département    | 10,1 % | 11,9 % | 12 % |
| France entière | 8,3 %  | 10 %   | 10 % |

En 2018, la population âgée de 15 à 64 ans s'élève à 4 659 personnes, parmi lesquelles on compte 73,9 % d'actifs (64,9 % ayant un emploi et 9 % de chômeurs) et 26,1 % d'inactifs,. Depuis 2008, le taux de chômage communal (au sens du recensement) des 15-64 ans est inférieur à celui de la France et du département.
La commune fait partie de la couronne de l'aire d'attraction de Montpellier, du fait qu'au moins 15 % des actifs travaillent dans le pôle,. Elle compte 1 458 emplois en 2018, contre 1 339 en 2013 et 1 285 en 2008. Le nombre d'actifs ayant un emploi résidant dans la commune est de 3 050, soit un indicateur de concentration d'emploi de 47,8 % et un taux d'activité parmi les 15 ans ou plus de 58,7 %.
Sur ces 3 050 actifs de 15 ans ou plus ayant un emploi, 665 travaillent dans la commune, soit 22 % des habitants. Pour se rendre au travail, 85,3 % des habitants utilisent un véhicule personnel ou de fonction à quatre roues, 3,6 % les transports en commun, 7,4 % s'y rendent en deux-roues, à vélo ou à pied et 3,7 % n'ont pas besoin de transport (travail au domicile).

### Activités hors agriculture

#### Secteurs d'activités
620 établissements sont implantés  à Pignan au 31 décembre 2019. Le tableau ci-dessous en détaille le nombre par secteur d'activité et compare les ratios avec ceux du département,.
| Secteur d'activité                                                                                        | Commune | Commune | Département |
| Secteur d'activité                                                                                        | Nombre  | %       | %           |
| --- | ------- | ------- | ----------- |
| Ensemble                                                                                                  | 620     | 100 %   | (100 %)     |
| Industrie manufacturière, industries extractives et autres                                                | 34      | 5,5 %   | (6,7 %)     |
| Construction                                                                                              | 85      | 13,7 %  | (14,1 %)    |
| Commerce de gros et de détail, transports, hébergement et restauration                                    | 111     | 17,9 %  | (28 %)      |
| Information et communication                                                                              | 20      | 3,2 %   | (3,3 %)     |
| Activités financières et d'assurance                                                                      | 19      | 3,1 %   | (3,2 %)     |
| Activités immobilières                                                                                    | 29      | 4,7 %   | (5,3 %)     |
| Activités spécialisées, scientifiques et techniques et activités de services administratifs et de soutien | 120     | 19,4 %  | (17,1 %)    |
| Administration publique, enseignement, santé humaine et action sociale                                    | 139     | 22,4 %  | (14,2 %)    |
| Autres activités de services                                                                              | 63      | 10,2 %  | (8,1 %)     |

Le secteur de l'administration publique, l'enseignement, la santé humaine et l'action sociale est prépondérant sur la commune puisqu'il représente 22,4 % du nombre total d'établissements de la commune (139 sur les 620 entreprises implantées  à Pignan), contre 14,2 % au niveau départemental.

#### Entreprises et commerces
Les cinq entreprises ayant leur siège social sur le territoire communal qui génèrent le plus de chiffre d'affaires en 2020 sont : 
- St-Martin De Vignogoul S A, activités hospitalières (4 900 k€)
- Immopignan, activités des marchands de biens immobiliers (470 k€)
- Soleil Fermetures, travaux de menuiserie bois et PVC (424 k€)
- DI, autres activités auxiliaires de services financiers, hors assurance et caisses de retraite, n.c.a. (236 k€)
- Lukmargaux, enseignement de la conduite (214 k€)

### Revenus de la population et fiscalité
Le revenu moyen net par foyer fiscal en 2010 était de 25 083 €. Le taux d'imposition de la taxe d'habitation est fixé à 16.2 % en 2012. tandis que la dette s'élevait à hauteur de 938 €/hab.

### Agriculture
La commune est dans la « Plaine viticole », une petite région agricole occupant la bande côtière du département de l'Hérault. En 2020, l'orientation technico-économique de l'agriculture  sur la commune est la viticulture.
|               | 1988 | 2000 | 2010 | 2020 |
| ------------- | ---- | ---- | ---- | ---- |
| Exploitations | 139  | 85   | 63   | 40   |
| SAU (ha)      | 609  | 709  | 576  | 411  |

Le nombre d'exploitations agricoles en activité et ayant leur siège dans la commune est passé de 139 lors du recensement agricole de 1988  à 85 en 2000 puis à 63 en 2010 et enfin à 40 en 2020, soit une baisse de 71 % en 32 ans. Le même mouvement est observé à l'échelle du département qui a perdu pendant cette période 67 % de ses exploitations,. La surface agricole utilisée sur la commune a également diminué, passant de 609 ha en 1988 à 411 ha en 2020. Parallèlement la surface agricole utilisée moyenne par exploitation a augmenté, passant de 4 à 10 ha.

### Marchés et foires
Des marchés sont présents dans la ville au cours de l'année :
- Durant la saison estivale, deux marchés vivriers nocturnes organisés par la mairie en partenariat avec une association d'agriculteurs producteurs aveyronnais (Fermiers de l'Aveyron). Des tables et des bancs sont disposés pour la consommation sur place, de la musique accompagne le souper convivial pris en commun. Quelques revendeurs alimentaires et des viticulteurs de l'Hérault sont également présents durant ces soirées.

## Culture locale et patrimoine

### Lieux et monuments

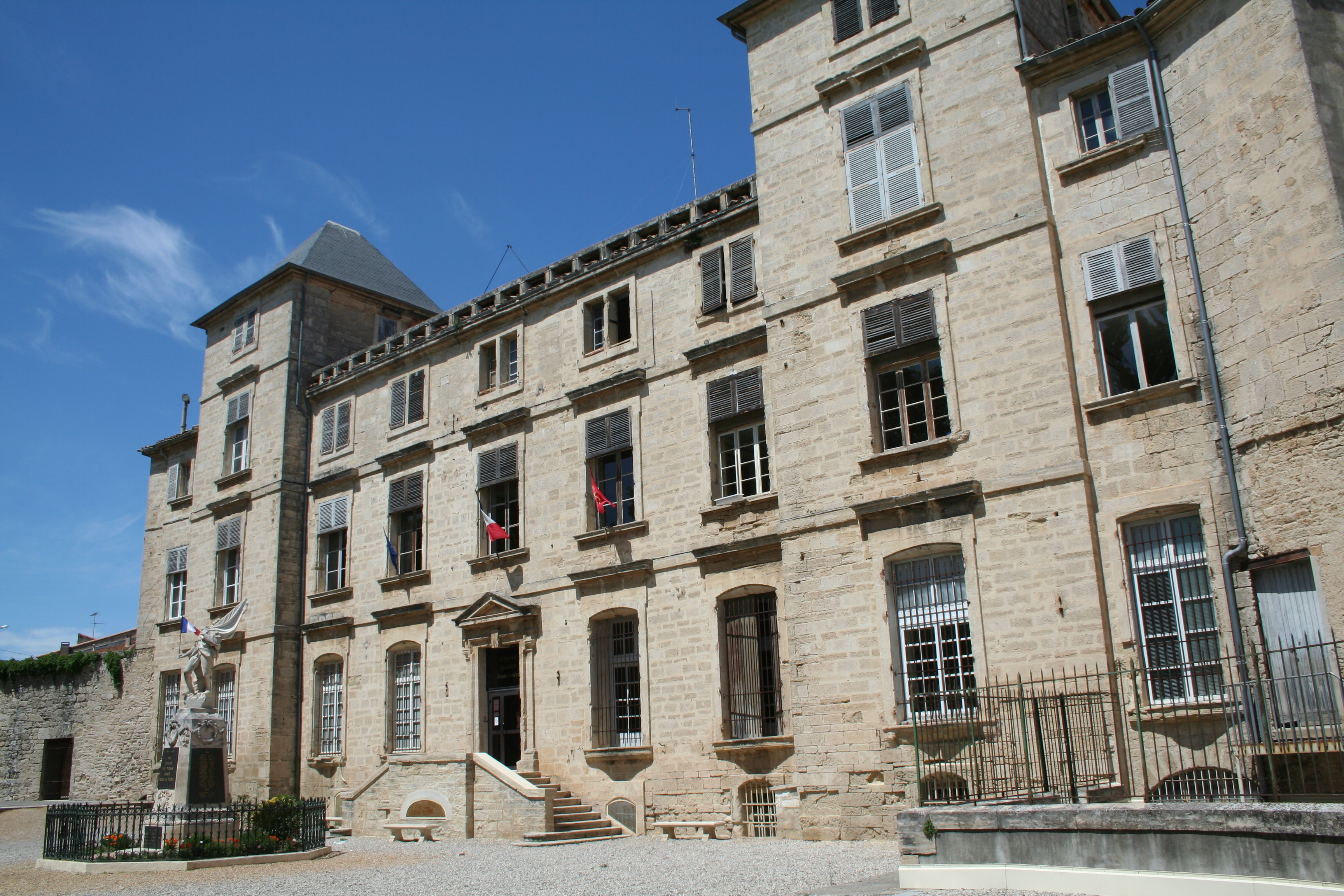
Château Turenne (XVIIe siècle) - mairie.

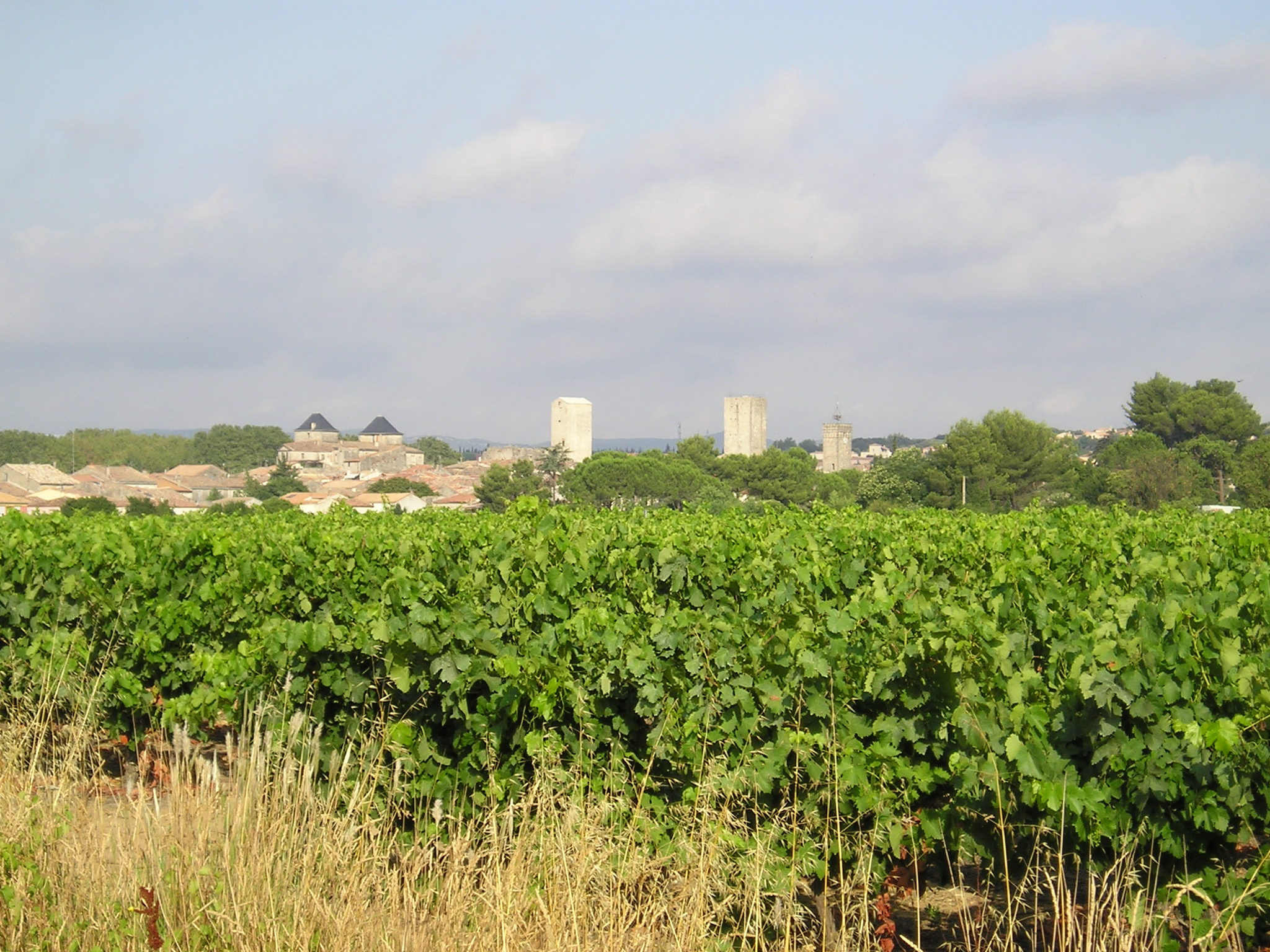
Les tours de Pignan, de gauche à droite : le château Turenne, le fort Vieil, La chapelle des Pénitents et la tour de l'Horloge.

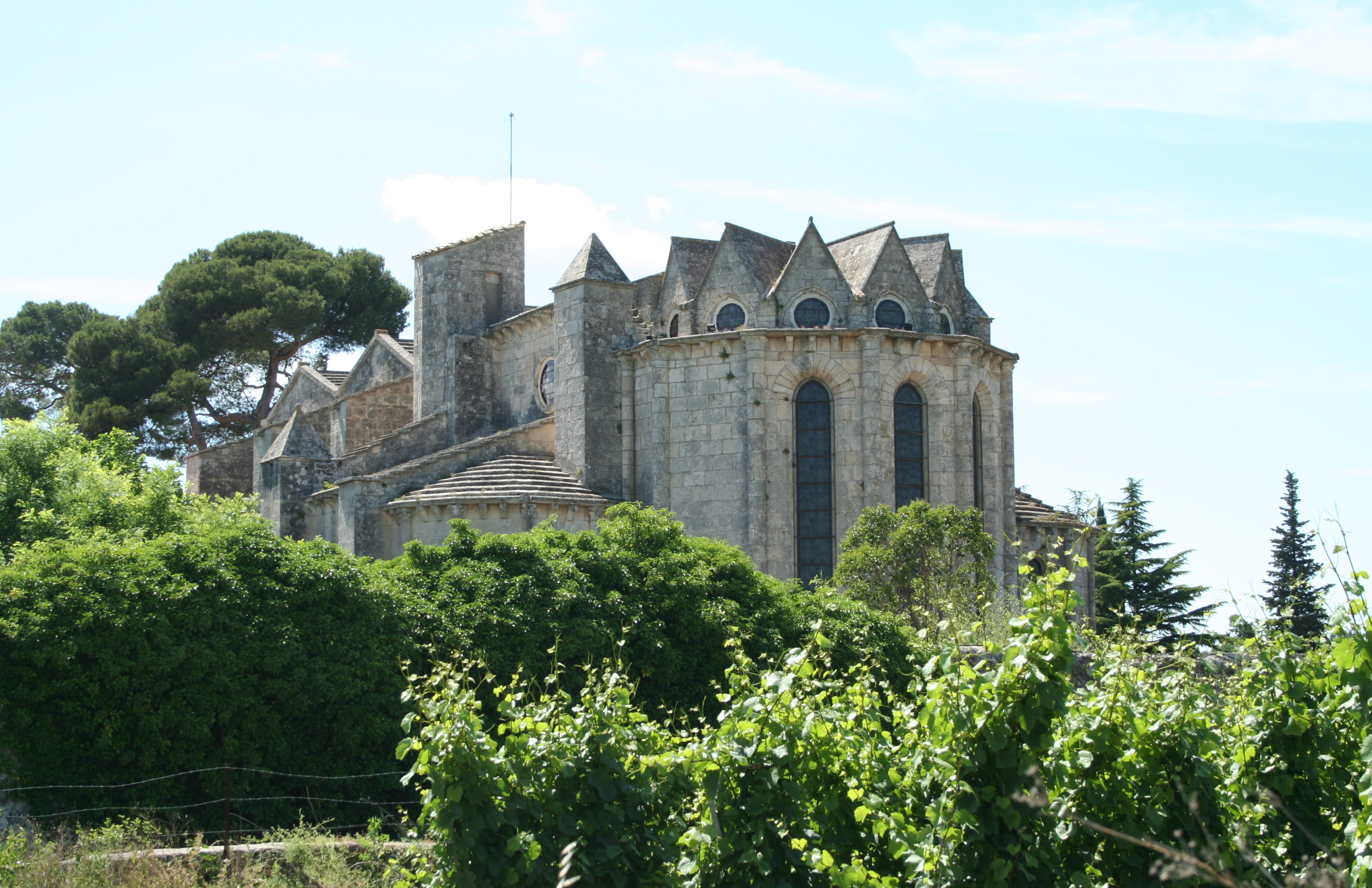
Abbaye du Vignogoul.

- : Sous la dénomination d'« ensemble médiéval » de Pignan, des édifices sont inscrits au titre des monuments historiques depuis le 28 juillet 1999[57]. Ces derniers sont formés par les deux tours médiévales (Fort-Viel et tour de Bosquet), les vestiges de l'ancien château (place de la Mairie et 1-3 rue Cournut) et l'ancienne église (17 rue du Four et 28 rue de la Villette)[57]. Dans le vieux centre, de nombreux vestiges médiévaux sont visibles, dont plusieurs hautes tours bâties en Opus monspelliensis (l'une d'elles est surmontée d'un campanile) et d'anciennes portes de rempart.
- : L'hôtel de ville est installé depuis 1895[58] dans le château de Turenne, construit fin XVIIe siècle sur les ruines d'un autre château par Gabriel d'Hebles et Henri de Baschi du Cayla[59]. Inscrit parmi les monuments historiques depuis 2012, le château est remanié par l'architecte Daviler qui en conserve des éléments anciens[60]. Réalisé par les marbreries Gourot, le poilu du monument aux morts est déplacé du parc du château au parvis de la mairie[61].
- : L'abbaye de Vignogoul ou abbatiale Sainte-Marie de Vignogoul située dans la plaine agricole en direction du village de Saint-Georges-d'Orques est un ancien monastère féminin dont les textes atteste son existence à partir du milieu du XIIe siècle[62], il est vendu comme bien national pendant la Révolution. Depuis 1862, il est classé parmi les monuments historiques[63],[64]. À partir de 2010, le site accueille un festival de musique ancienne[65],[66].
- L'ancienne « église Notre-Dame-de-l'Assomption » existe depuis le XIVe siècle, elle est détruite plusieurs fois au cours des guerres de Religion jusqu'à sa dernière reconstruction au XVIIe siècle[67]. Trois de ses arcs-boutants sont reliés à la tour Carrée, un ancien donjon du XIIe siècle d'une hauteur de 30 mètres[68]. L'église paroissiale de style néogothique date de la seconde moitié du XIXe siècle.
- Le premier temple protestant est construit en 1598, après la publication de l'Édit de Nantes[69]. Tout comme le deuxième édifice, il est détruit lors des guerres de religion et un troisième construction ouvre ses portes en décembre 1803, avec les dons et financements des paroissiens[70]. Durant les périodes scissions religieuses, le seul temple incendié dans le département de l'Hérault est celui de Pignan en août 1815[71]. À partir de 2013, l'état de vétusté de l'édifice ne permet plus de recevoir du public en application des normes de sécurité exigées par la loi[72]. En 2023, la propriété de l'Église protestante unie de France est vendue[70].
- Les caves oléicoles et vinicoles sont réputées. La première est connue pour sa rougette de Pignan, une huile d'olive primée issue de l'olivier de même nom[73].

### Personnalités liées à la commune
- Henri-Amédée-Mercure de Turenne (1776-1852) : ancien propriétaire du château de Pignan ;
- Thomas Arbousset (1810-1877) :  pasteur et missionnaire protestant ;
- Orianne Lopez (1989-) :  athlète handisport née à Pignan et conseillère municipale de la commune.

### Héraldique
| Blason de Pignan | Les armes de Pignan se blasonnent ainsi: D'azur à un château à deux tours d'argent, maçonné de sable, accompagné en chef, à dextre d'un écusson de gueules chargé d'une croix cléchée, vidée et pommetée d'or (croix occitane), à senestre d'un écusson d'or aux quatre pals de gueules et en pointe d'un pin d'or. |

### Culture populaire
Littérature
- Pignan figure parmi les lieux « visités » par Hermann Karlovitch, le héros de La Méprise du romancier russo-américain Vladimir Nabokov, publié en 1934.

### Fonds d'archives
- Série : Délibérations consulaires et communales (1607-1982) [23 registres]. Fonds : Archives communales de Pignan; Cote : 125 PUB. Pignan : Mairie de Pignan (lire en ligne).